# Métal Hurlant Chronicles
Pour les articles homonymes, voir Métal hurlant (homonymie).
Métal Hurlant Chronicles est une série télévisée franco-belge, en douze épisodes de 26 minutes, créée et réalisée par Guillaume Lubrano et diffusée depuis le 27 octobre 2012 sur France 4.
La série est une adaptation des histoires parues dans le magazine français de bande dessinée de science-fiction Métal hurlant. Elle s'apparente à une anthologie de courts métrages, chaque épisode est une histoire différente, avec un univers et des personnages différents.
Métal Hurlant Chronicles fut par la suite rediffusée sur Nolife à partir du 1er février 2013, sur MCM à partir du 6 janvier 2014 et sur Ciné FX depuis le 5 avril 2014.

## Synopsis
Les différents épisodes sont indépendants et n'ont en commun que le Loc-Nar (le « Métal Hurlant »), météorite traversant l'espace et le temps pour y changer la vie des protagonistes.
Cependant, un lien subtil relie les épisodes Oxygène et Les maîtres du destin (un personnage raconte dans l'un des épisodes un événement arrivant dans l'autre histoire).

## Fiche technique
- Titre : Métal Hurlant Chronicles
- Création : Guillaume Lubrano
- Réalisation : Guillaume Lubrano
- Scénario : Guillaume Lubrano (12 épisodes), Justine Veillot (7 épisodes) et Dan Wickline (1 épisode)
- Direction artistique : Maria Miu
- Directeur de la photographie : Matthieu Misiraca
- Décors : Maria Miu
- Costumes : Carmen Moldovan
- Montage : Sébastien Bacchini
- Musique : Jesper Kyd
- Casting : Gaby Kester
- Production : Guillaume Lubrano et Justine Veillot
  - Coproduction : Léon Pérahia, Sylvain Goldberg et Serge de Poucques
  - Production associée : Fabrice Giger et Pierre Spengler
  - Production exécutive : Daniel J. Cottin
- Sociétés de production : WE Productions, Belvision et Nexus Factory
- Société de distribution (télévision) : Panini Media (international)
- Pays d'origine :  France et  Belgique
- Format : couleur - 1,78:1 - son stéréo
- Genre : science-fiction
- Durée : 26 minutes

## Distribution
La série n'a pas de distribution régulière. Un certain nombre d'acteurs britanniques, français, américains et néerlandais notables ont joué dans divers épisodes de la série, notamment Scott Adkins, Karl E. Landler, Michael Jai White, James Marsters, Michelle Ryan, David Belle, Dominique Pinon, Kelly Brook, Joe Flanigan, Frédérique Bel et Rutger Hauer.
- Version française :
  - Société de doublage : Les Studios de St Maur[2]
  - Direction artistique : Alain Pichon[2]
  - Adaptation des dialogues : Benoît Berthezene (saison 1), Éric Lajoie et Clément Pelegri (saison 2)[2]
  - Enregistrement et mixage : Jérémy Pichon[2]

## Épisodes

### Première saison (2012)
1. La Couronne du roi
2. Protège-moi
3. Lumière rouge / Réalité glaçante
4. Oxygène
5. Les Maîtres du destin
6. Le Serment d'Anya

### Deuxième saison (2014)
1. L'Endomorphe
2. Whisky
3. Seconde chance
4. Le Dernier Khondor
5. Le Second fils
6. Retour à la réalité

## Produits dérivés

### DVD et Blu-ray
| Intitulé du coffret                                   | Support        | Nombre de disques     | Date de sortie   | Éditeur              | Distributeur |
| ----------------------------------------------------- | -------------- | --------------------- | ---------------- | -------------------- | ------------ |
| Métal Hurlant Chronicles - L'intégrale de la saison 1 | DVD et Blu-ray | 3 (DVD) ; 2 (Blu-ray) | 2 novembre 2012, | Condor Entertainment | Seven7       |
| Métal Hurlant Chronicles - Édition Deluxe             | DVD et Blu-ray | 3 (DVD) ; 2 (Blu-ray) | 2 novembre 2012, | Condor Entertainment | Seven7       |
| Métal Hurlant Chronicles - L'intégrale de la saison 2 | DVD et Blu-ray | 3 (DVD) ; 2 (Blu-ray) | 18 juin 2014     | Condor Entertainment | Seven7       |
| Métal Hurlant Chronicles - Intégrale saisons 1 et 2   | DVD et Blu-ray | 6 (DVD) ; 4 (Blu-ray) | 8 octobre 2014   | Condor Entertainment | Seven7       |

Le coffret Métal Hurlant Chronicles - Édition Deluxe contient la première saison en DVD et Blu-ray et un album hors-série exclusif de 130 pages (planches de bandes dessinées originales, leur version photo tirées de la série, des informations et images du tournage et trois illustrations signées Moebus dont la première couverture du magazine Métal hurlant en format A4).

### Bandes dessinés
La série a donné naissance à des bandes dessinés éditées par Les Humanoïdes Associés, elles compilent de nombreuses histoires parues dans le magazine Métal hurlant.
- Volume 1, paru le 17 octobre 2012[12] ;

- Volume 2, paru le 19 juin 2013[13].